# Fedor Flinzer
Fedor Alexis Flinzer, Pseudonym Alexis Zerflin, (* 4. April 1832 in Reichenbach im Vogtland; † 14. Juni 1911 in Leipzig) war ein deutscher Autor, Pädagoge und einer der bedeutendsten Illustratoren der Gründerjahre. Er erhielt den Beinamen „Sächsischer Katzen-Raffael“.

Fedor Alexis Flinzer

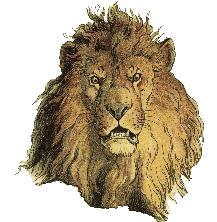
Detail aus dem König Nobel (Breslau 1886)

## Anfänge
Flinzer besuchte seit 1849 die Kunstakademie in Dresden und wurde dort unter anderem von Ludwig Richter und Julius Schnorr von Carolsfeld ausgebildet. Ab 1859 bekleidete er eine Stelle als Zeichenlehrer an der Realschule in Chemnitz, wo er zudem zu den Gründern des Vereins Kunsthütte gehörte und Mitglied der Chemnitzer Freimaurerloge „Zur Harmonie“ war. 1862 heiratete er Marie Wolfram, eine Nichte Richard Wagners.
Kurze Zeit nach seinem Amtsantritt als städtischer Zeicheninspektor und nach dem Beginn seiner Tätigkeit als Zeichenlehrer an der Petrischule in Leipzig fasste Flinzer 1876 seine im Unterricht gesammelten Erkenntnisse in seinem Lehrbuch des Zeichenunterrichts an deutschen Schulen zusammen. Dieses Werk machte ihn auch im europäischen Ausland und in Amerika bekannt. Flinzer wurde aufgrund seines Lehrbuches als Vorbote der so genannten Kunsterziehungsbewegung bezeichnet, mit deren Vertretern er dann allerdings heftige Fachkontroversen führte und in deren Folge sein Einfluss zunehmend schwand.

## Künstler

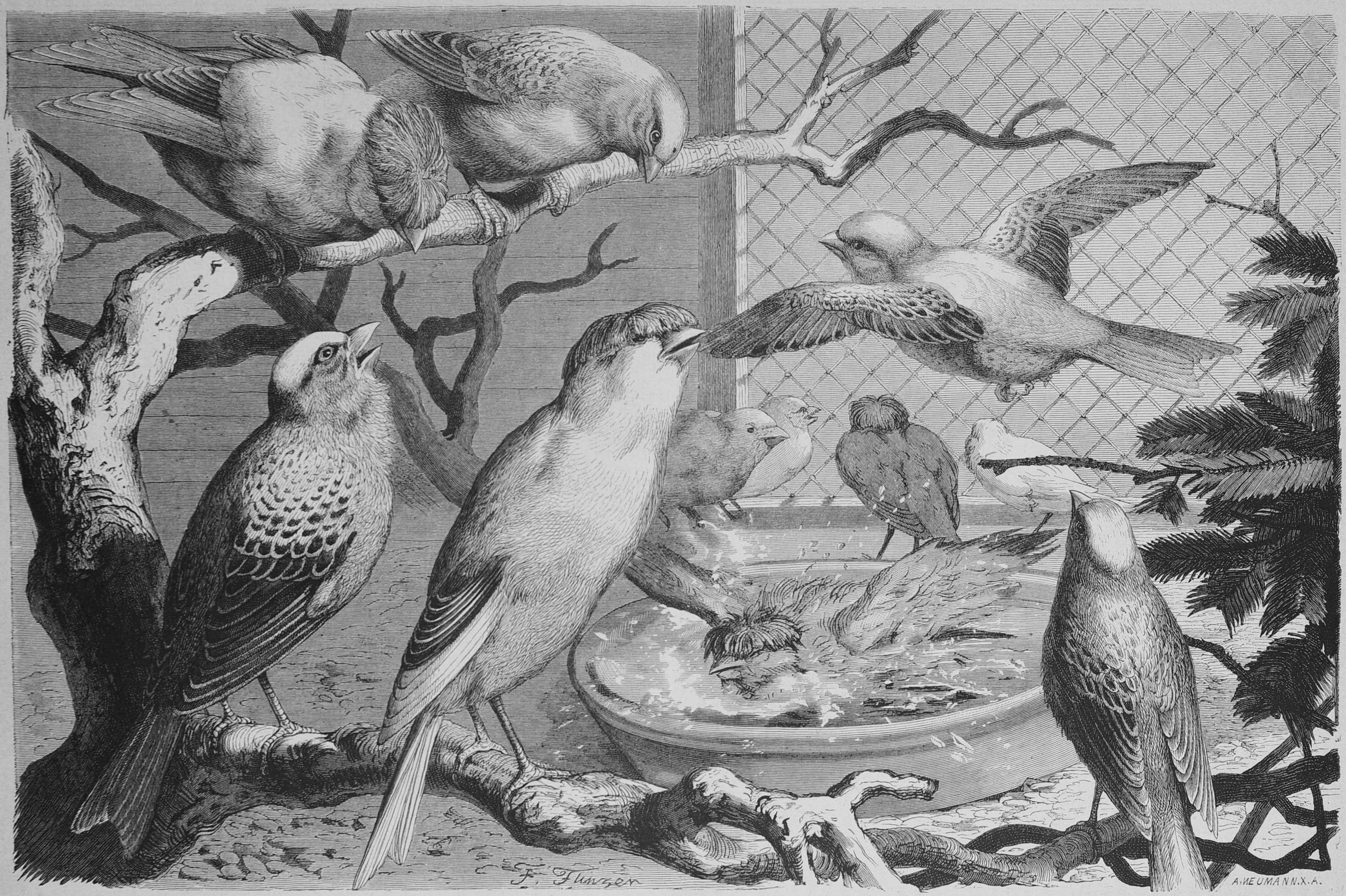
Englische Zuchtkanarien aus Die Gartenlaube (1878)

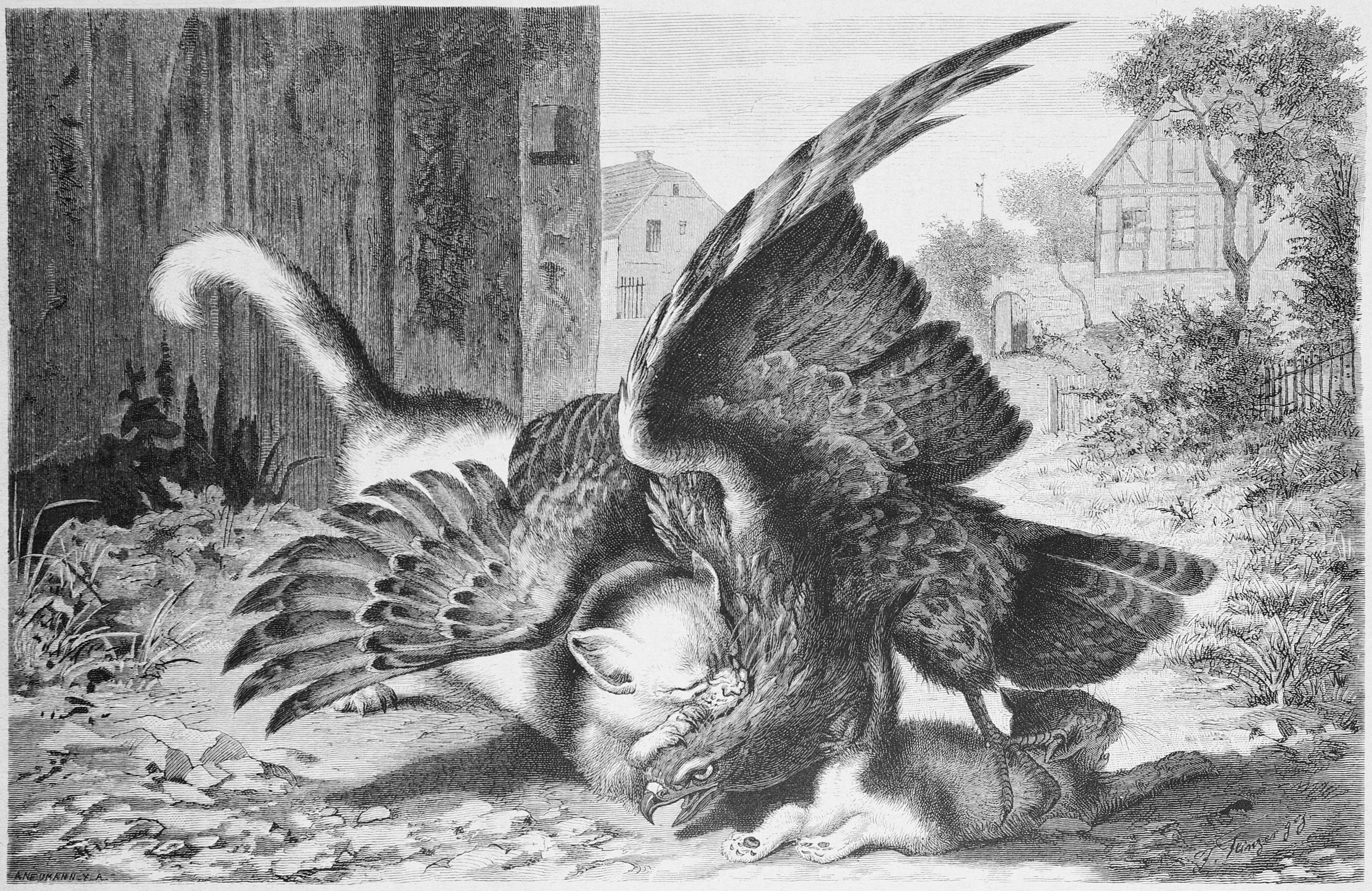
Zeichnung aus Die Gartenlaube (1878)

Verwurzelt in der Kunst des Biedermeier und der Romantik, schuf Flinzer später Werke mit deutlichen Spuren des Historismus und mit Anklängen an den Jugendstil. Seine künstlerische Vorliebe galt der Tierwelt und ganz besonders den Katzen bzw. Hauskatzen. Dies trug ihm – mit leicht ironischem Unterton – die Beinamen „Katzen-Flinzer“ und „Sächsischer Katzen-Raffael“ ein. Seine Spezialität war die vermenschlichte und humoristisch-satirische Darstellung von Tieren, teils in Anlehnung an Wilhelm von Kaulbach und Grandville.

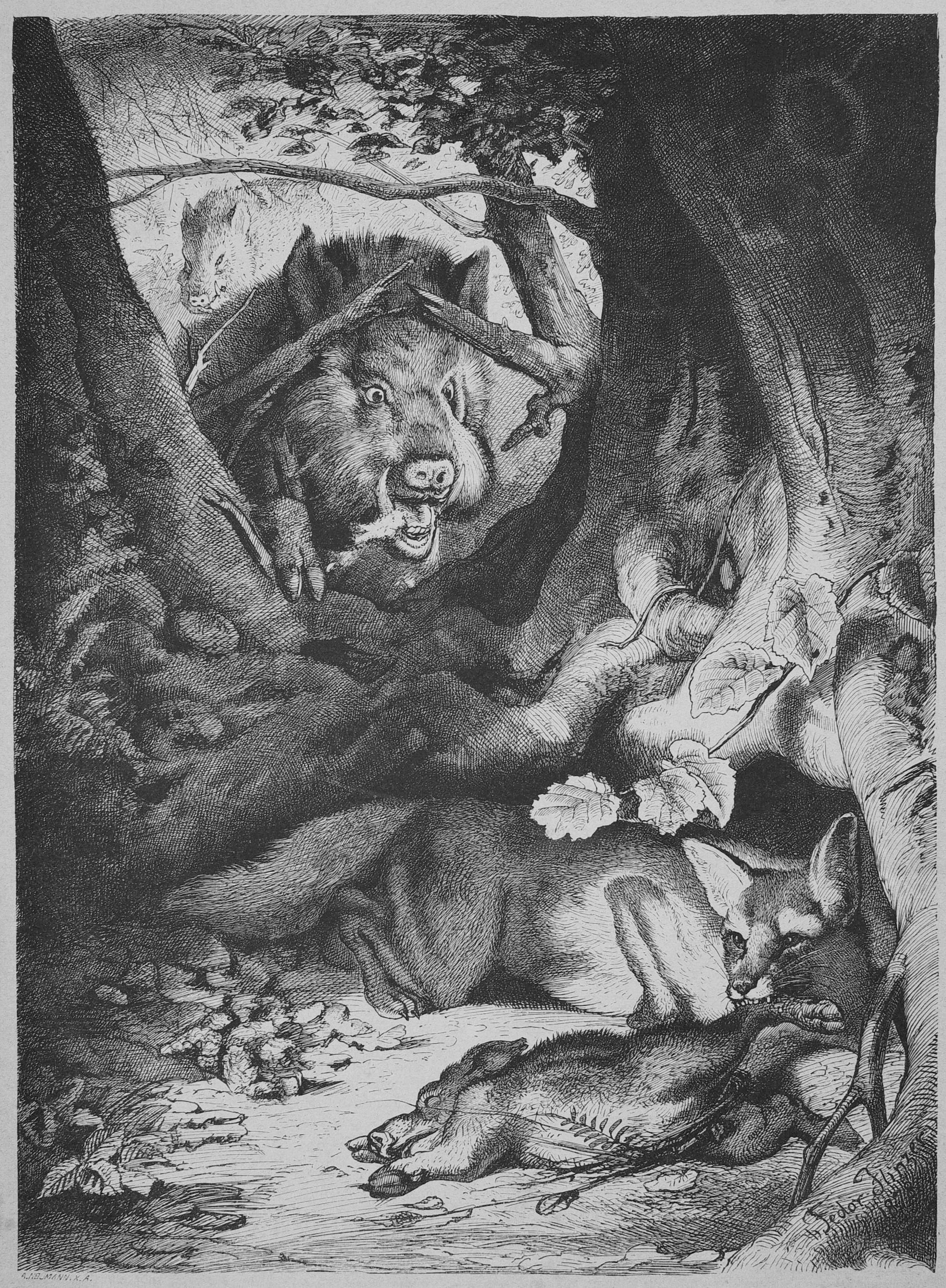
Der Keiler in Wuth (1879)

In frühen Jahren entstanden Ölgemälde sowie Freskomalereien, beispielsweise für die Webschule in Chemnitz. Es folgten gebrauchsgrafische Arbeiten – zum Beispiel der bekannte Entwurf der Marke „Katze“ für Hoffmann’s Stärkefabriken in Salzuflen und Entwürfe für Reformspielzeug der Dresdner Werkstätten. Flinzer illustrierte auch ovale Spielkarten. Zahlreiche Werke richteten sich an ein erwachsenes Publikum, so in den Familienzeitschriften Die Gartenlaube und Daheim. Vor allem aber sind Illustrationen Flinzers für hunderte Kinder-, Jugend- und Bilderbücher entstanden. Sein Hauptwerk ist das Bilderbuch König Nobel (1886), eine Fortsetzung des berühmten Reineke Fuchs, die er gemeinsam mit dem Jugendschriftsteller Julius Lohmeyer veröffentlichte. Weitere Autoren, mit denen er zusammenarbeitete, sind Frida Schanz, Victor Blüthgen, Georg Christian Dieffenbach, Johannes Trojan, Edwin Bormann und Georg Bötticher, der Vater von Joachim Ringelnatz.

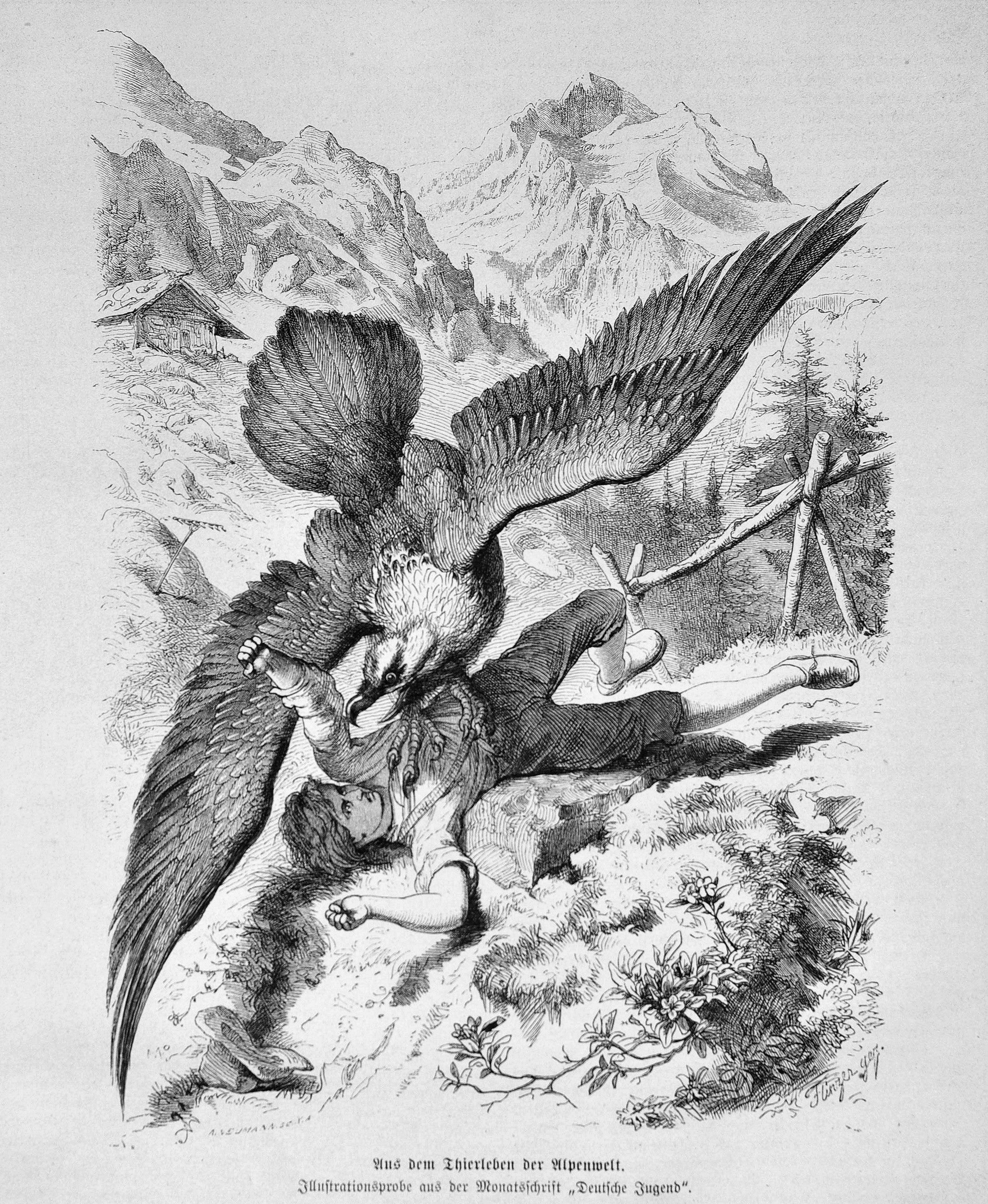
Illustration für die Deutsche Jugend in der Gartenlaube von 1875

Hervorzuheben ist schließlich noch seine jahrelange Tätigkeit für die im 19. Jahrhundert sehr einflussreiche Jugendzeitschrift Deutsche Jugend, für die er beispielsweise den Erstdruck von Theodor Storms Geschichte Lena Wies bebilderte. Außerdem trug Flinzer Illustrationen zu dem bekannten englischen Jugendmagazin Aunt Judy’s Christmas Volume bei.
Flinzer war Mitglied des Leipziger Künstler- und Gelehrtenbundes Die Leoniden. Zu seinen Schülerinnen und Schülern zählten die Malerin Suse Schmidt-Eschke, der Graphiker Hans Domizlaff, der Landschaftsmaler Arthur Feudel, der Bildhauer Albrecht Leistner sowie der Künstler und Agent Gerd Kaden.

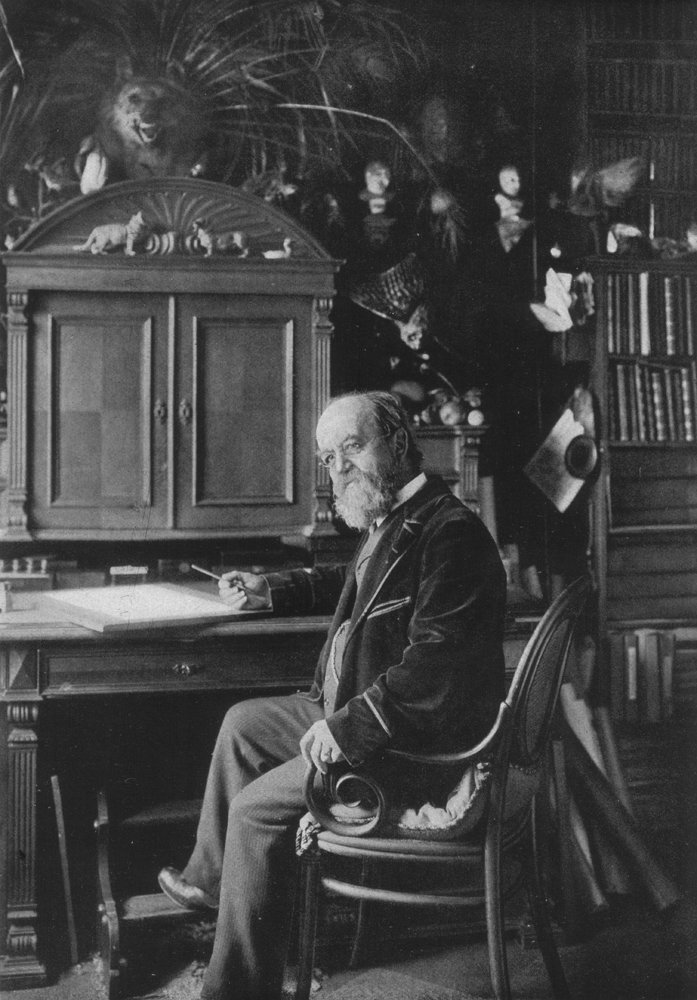
Fedor Flinzer (1902)

## Nachleben
Eine Bilderbuchillustration Flinzers inspirierte den Maler Christian Ludwig Attersee zu seinem provokanten Frühwerk Kinderzimmertriptychon aus dem Jahr 1971. Der New Yorker Künstler Nayland Blake (* 1960) kombinierte 1989 eine Zeichnung Flinzers aus der Deutschen Jugend mit einer eigenen Bildunterschrift. Die Arbeit befindet sich heute, ohne jeglichen Hinweis auf Flinzers Urheberschaft, in der Sammlung des San Francisco Museum of Modern Art.

## Denkmal und Medaille
Flinzers Grab befand sich auf dem Neuen Johannisfriedhof (heute Friedenspark) in Leipzig. 1914 schuf der Leipziger Bildhauer Johannes Hartmann für dieses Grab sein Fedor-Flinzer-Denkmal. Der ebenfalls aus Leipzig stammende Medailleur Adolf Lehnert gestaltete eine Plakette zu Ehren Flinzers.

## Werke (Auswahl)
Fresken
- Webschulgebäude, Chemnitz

Theoretische Publikationen
- Lehrbuch des Zeichenunterrichts an deutschen Schulen. Wissenschaftlich entwickelt und methodisch begründet. Velhagen & Klasing, Bielefeld/Leipzig 1876 (Digitalisat); 2. Auflage 1879; 3. Auflage 1882; 4. Auflage 1888 (Digitalisat); 5. Auflage 1896; 6. Auflage 1903.
- Rezensionen in Jahresberichte über das höhere Schulwesen. Gaertner, Berlin 1886 ff.
- Bewusstes Sehen. In: Der Kunstwart. 10. Jahrgang, 1896/97, S. 131–136 (Digitalisat).

Illustrationen und Bilderbücher
- Julius Zähler: Robinson’s Thierbude. Ein Bilderbuch für große und kleinere Kinder mit Verschen und Geschichten. Meinhold, Dresden 1856 (Digitalisat).
- Grosse Taten zweier kleinen Leute. Focke, Chemnitz 1865 (Digitalisat).
- Emma Hilgenfeld: Frau Kätzchen. Ein Volksmärchen. Focke, Chemnitz 1870.
- Deutsche Jugend. Dürr, Leipzig 1872 ff.
- Victor Blüthgen: Der Froschmäusekrieg. May, Frankfurt am Main 1878 (veränderter Nachdruck München 1994, ISBN 3-929188-03-1).
- Julius Lohmeyer: Pudelnärrisch. May, Frankfurt am Main [1878] (Digitalisat).
- Julius Lohmeyer: Die Puppeninsel. Kröner, Stuttgart [1879] (Digitalisat).
- Julius Lohmeyer, Edwin Bormann: Reineke Fuchs. Ein heiteres Kinderbuch (Freie Nachdichtung des niederdeutschen Reinke de Vos). Flemming, Glogau 1881.
- Albert Massute: Fürs Kinderherz. Flemming, Glogau [1882] (Digitalisat).
- Jugendbrunnen. Alte Reime mit neuen Bildern. Lipperheide, Berlin 1883 (Nachdruck 1990).
- Anna Herding: Petit à petit ou premières leçons de Français. Pour les enfants de 5 à 10 ans. Hirt, Breslau 1883.
- Julius Lohmeyer: Kunterbunt. Flemming, Glogau [1883] (Digitalisat).
- Beiträge zu The feathers & fur picture book. Routledge and Sons, London & New York 1884.
- Georg Christian Dieffenbach: Glückliche Kinderzeit. Ein Bilderbuch für Mädchen und Knaben. Heinsius, Bremen 1885 (veränderter Nachdruck 1989).
- Anna Herding: By little and little or first English lesson-book for children from five to ten years of age. Hirt, Breslau 1885.
- Julius Lohmeyer: Kater Murr's Tagebuch. Meissner & Buch, Leipzig [1885].
- Julius Lohmeyer: König Nobel. Ein heiteres Bilderbuch. Wiskott, Breslau 1886 (veränderter Nachdruck 1979).
- Felipe Jacinto Sala: Nuevas fábulas. Bastos, Barcelona 1886 (mit Illustrationen von Flinzer und anderen).
- Julius Lohmeyer: Der Tierstruwwelpeter. Ein lustiges Buch für das kleine Volk. Wiskott, Breslau 1887 (Digitalisat) (5. Auflage Leipzig 1910).
- Des Kindes Wunderhorn. Alte Kinderreime. Wiskott, Breslau 1889.
- Aardige sprookjes. Engel, Berlin [1890].
- Victor Blüthgen: Eine Tierschule in Bildern. Wiskott, Breslau 1891 (veränderter Nachdruck 1979).
- Johannes Trojan: Struwwelpeter der Jüngere. Weise, Stuttgart 1891 (Digitalisat der ausgestanzten Ausgabe: Weise, Stuttgart 1893; englische Ausgabe: Struwwelpeter junior. Jarrold, London 1893).
- Georg Bötticher: Wie die Tiere Soldaten werden wollten. Fischer, Leipzig 1892; Rütten u. Löning, Frankfurt am Main 1897 (veränderter Nachdruck Heyne, München 1979, ISBN 3-453-82047-9).
- Amalie Baisch: Die kleine Feuerwehr. Weise, Stuttgart 1892.
- Der Tanz in humoristischen Bildern. Fischer, Leipzig 1893.

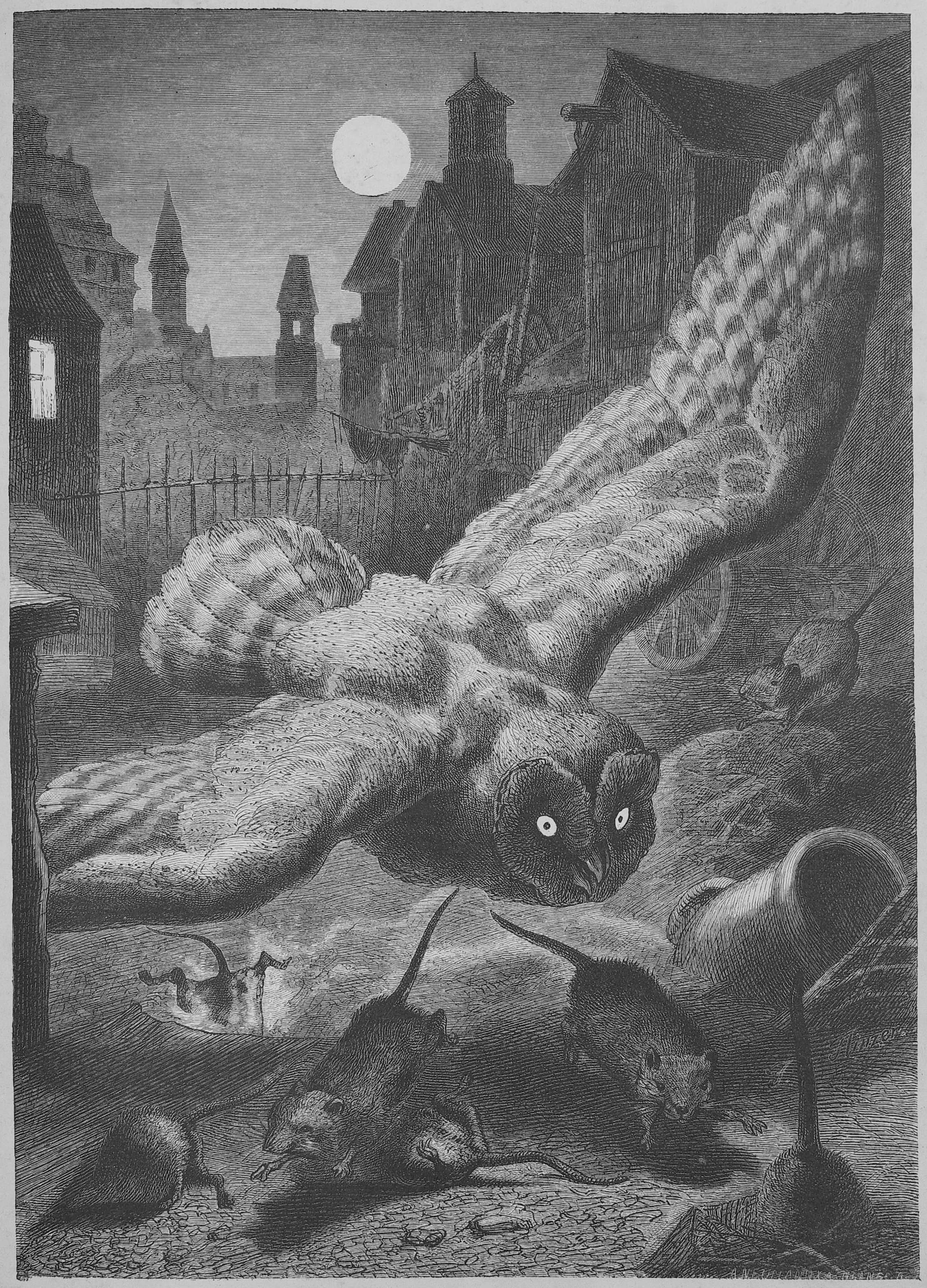
Ein panischer Schrecken. In: Die Gartenlaube. (1879)

- Juliana Horatia Ewing: Verses for Children and Songs for Music. Society for Promoting Christian Knowledge, London 1895.
- Johannes Trojan: Durch Feld und Wald. Richter, Hamburg 1902 (Digitalisat 5. Auflage).

## Ausstellungen (Auswahl)
- 2003/2004 Troisdorf, Bilderbuchmuseum
- 2004 Dresden, Museum für Sächsische Volkskunst
- 2004 Reichenbach im Vogtland, Neuberin-Museum
- 2004/2005 Bad Pyrmont, Museum im Schloss
- 2005 Bad Salzuflen, Stadt- & Bädermuseum

„Hoffmann’s Katze“, eine weltbekannte Bildmarke von Fedor Flinzer für Hoffmann’s Stärkefabriken

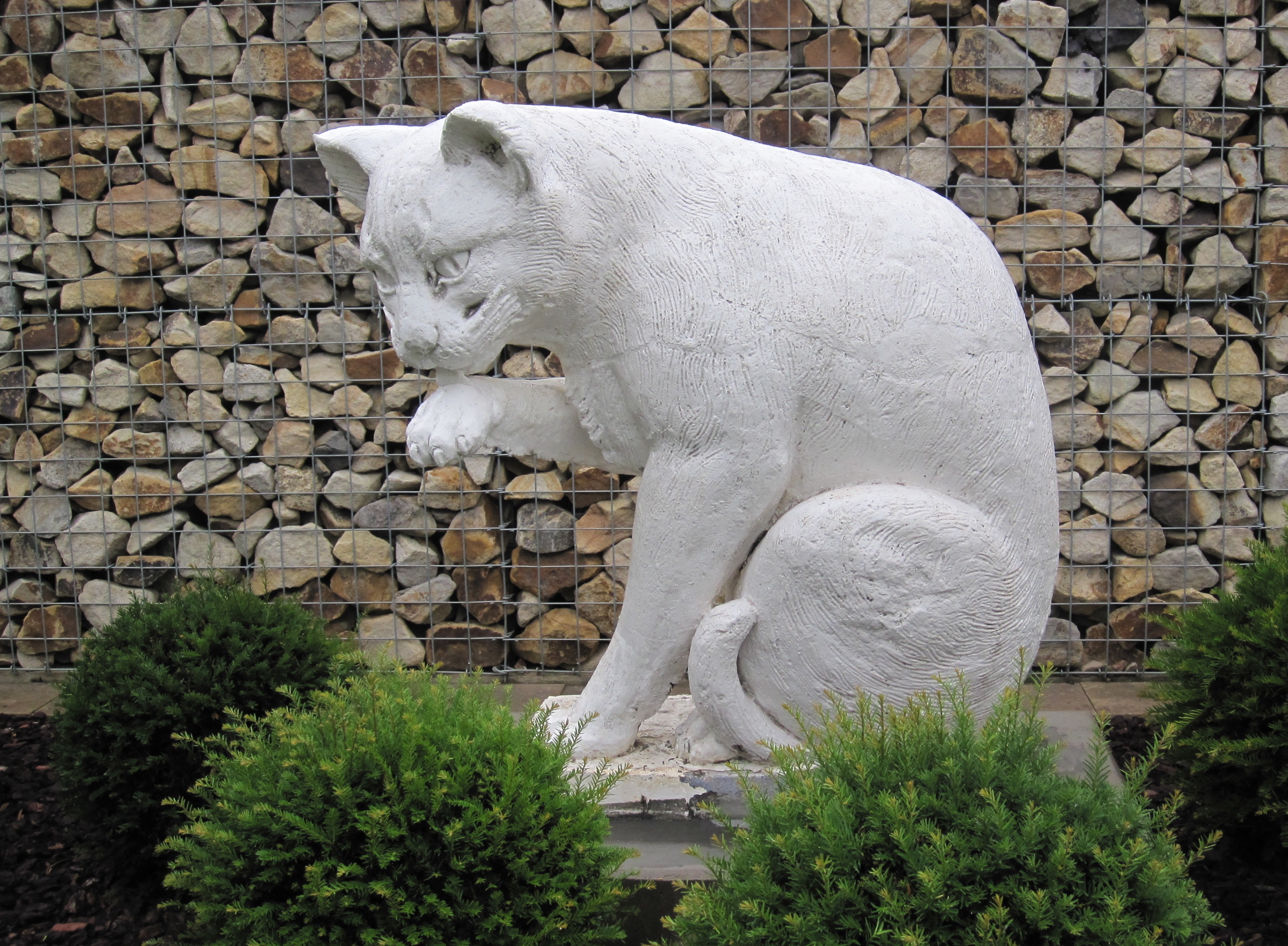
Skulptur von „Hoffmann’s Katze“ nach Flinzer

## Weblinks

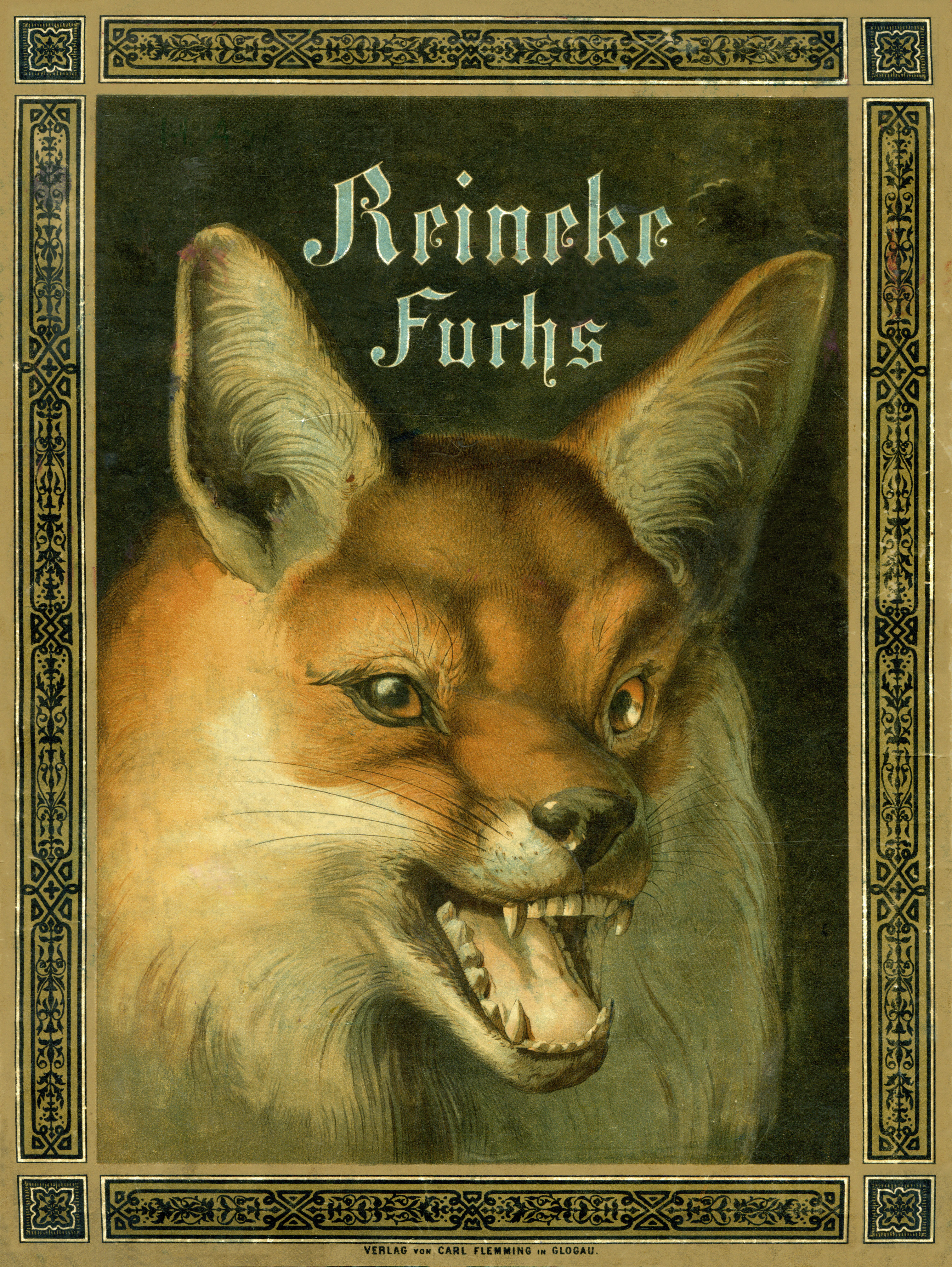
Titelblatt von Reineke Fuchs (Glogau 1881)

## Galerie

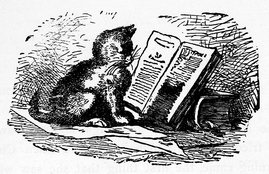
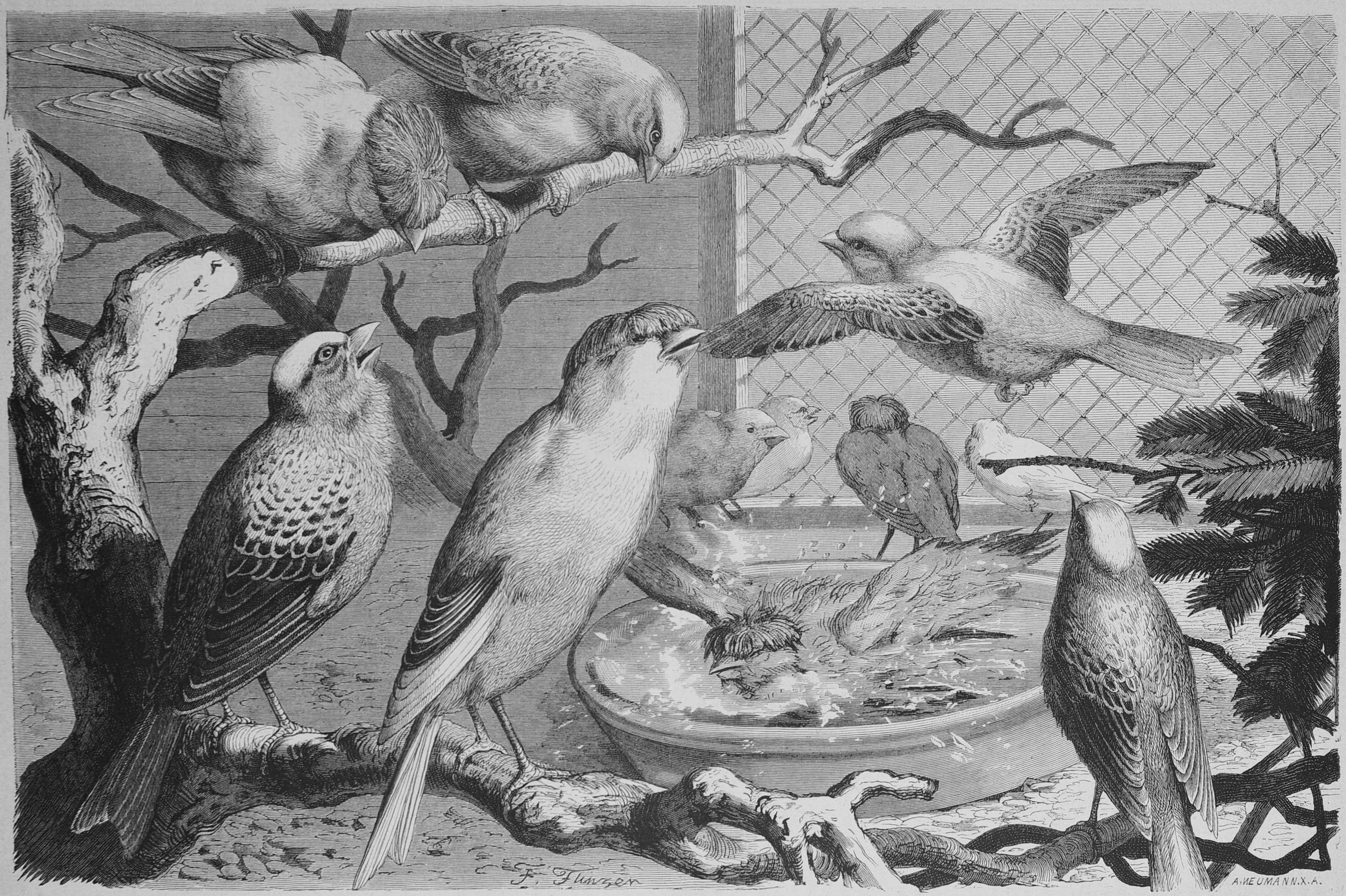
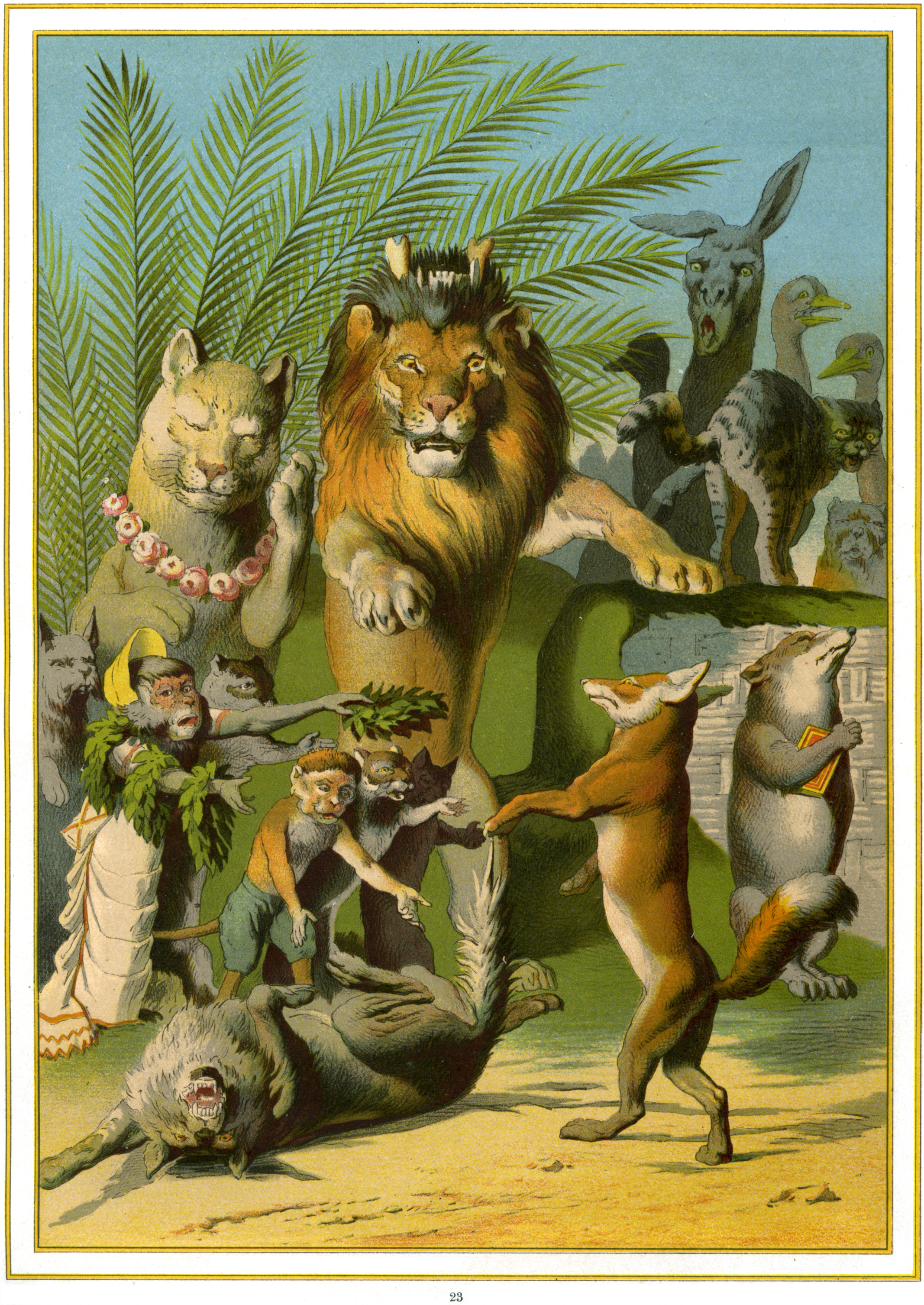
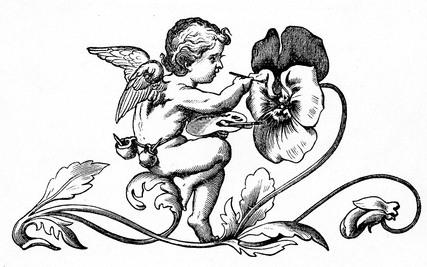
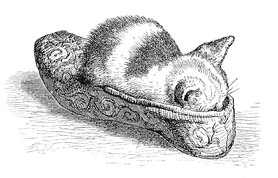
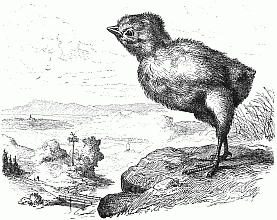
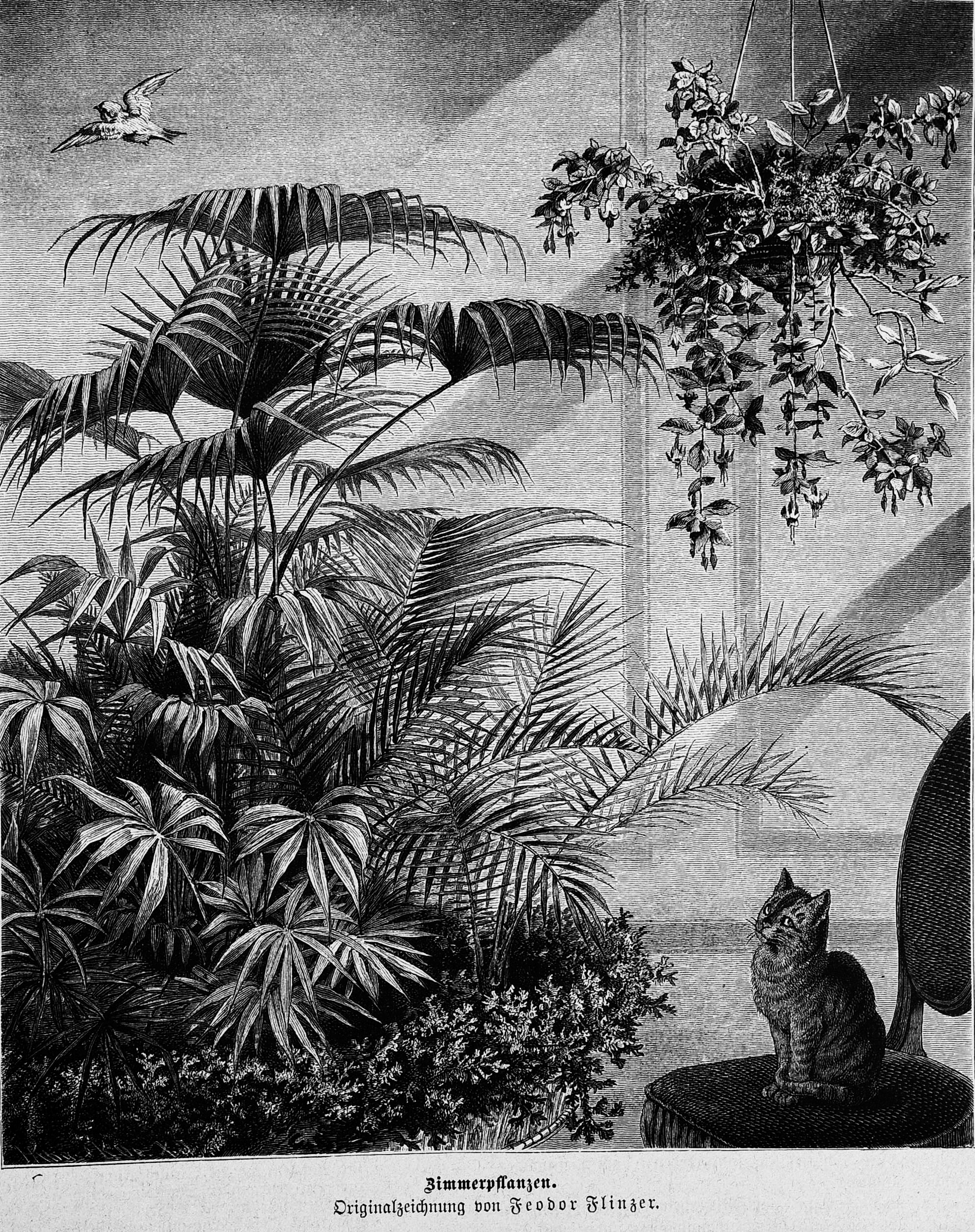
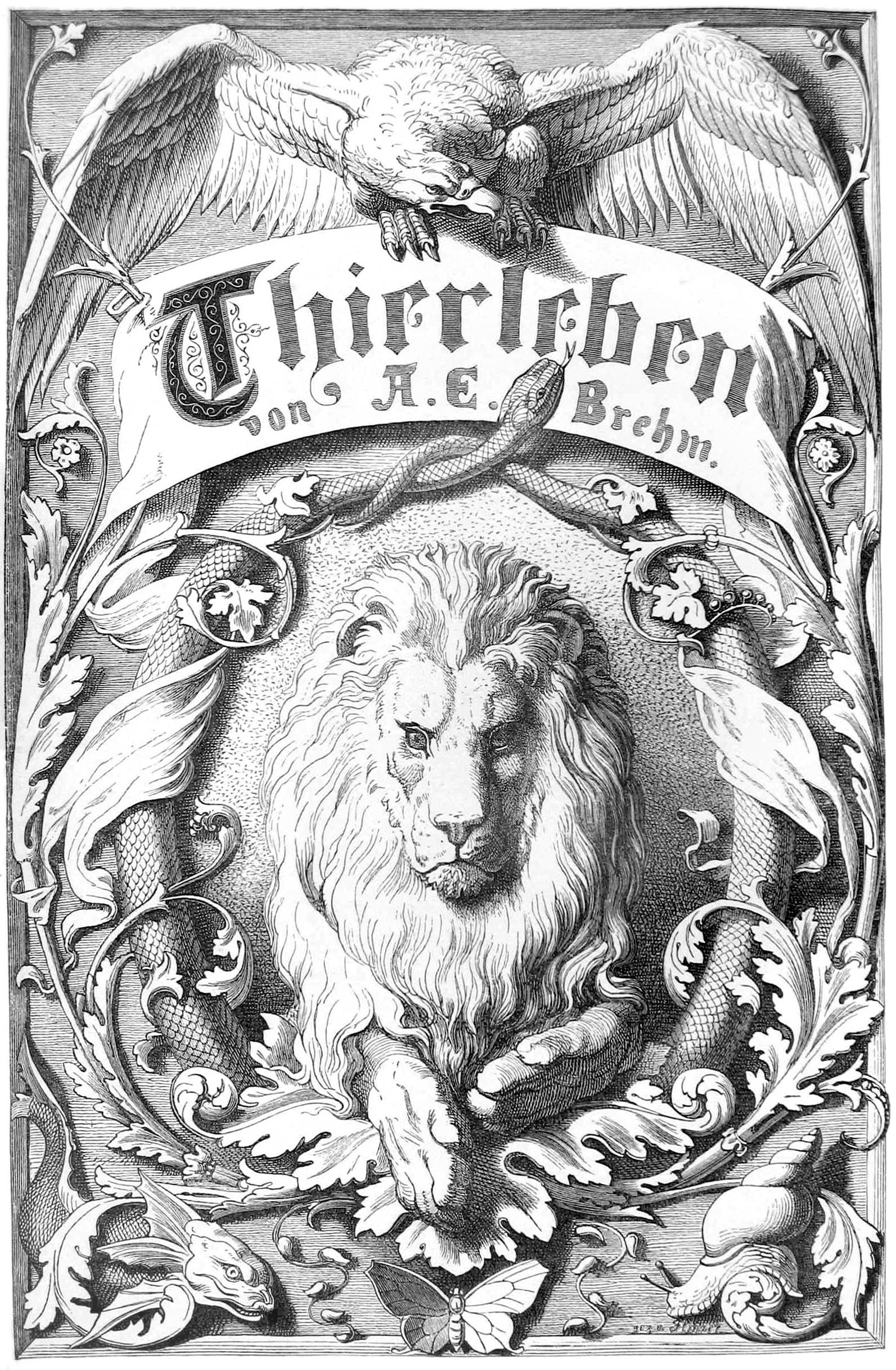
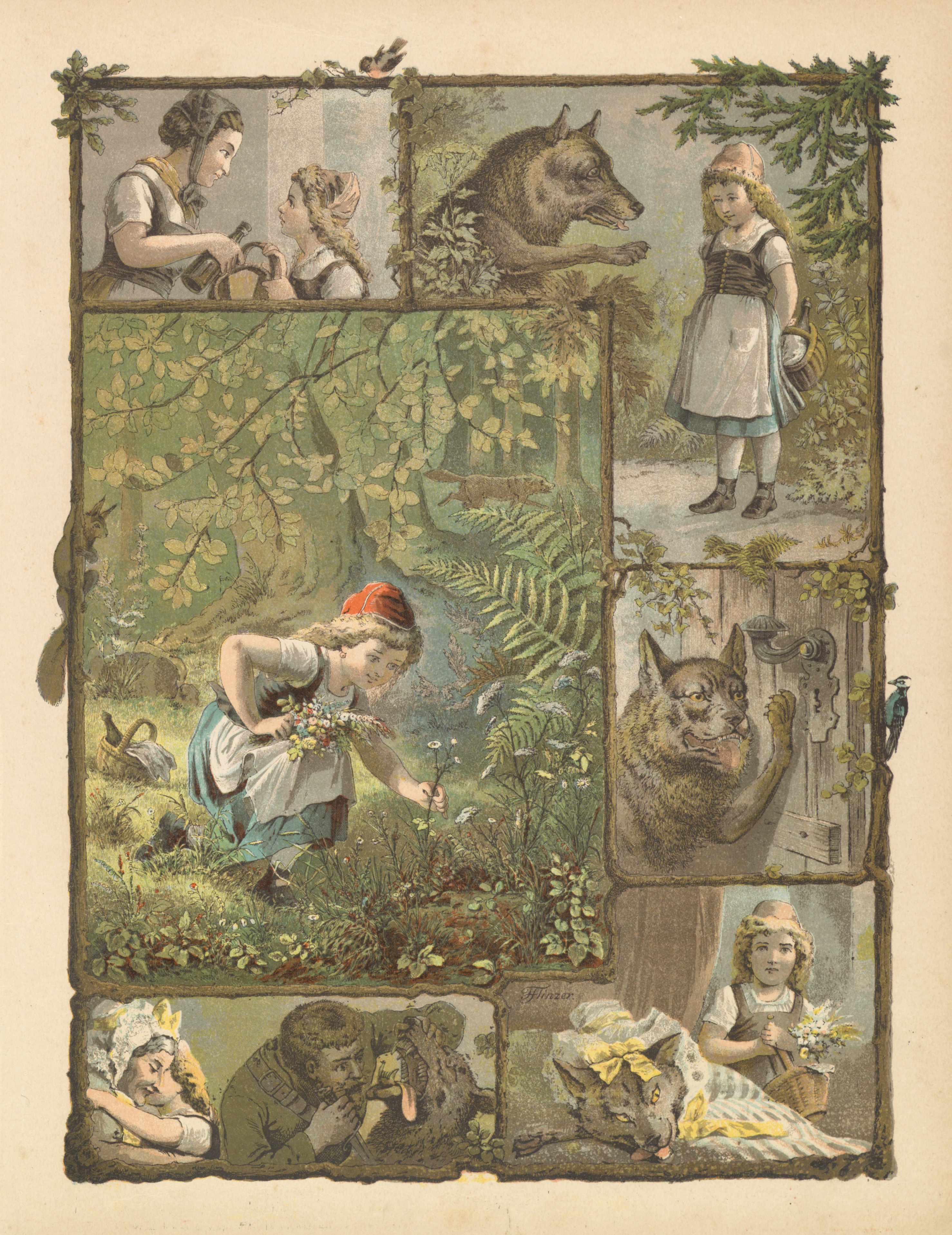